# Eriopyga augur
Eriopyga augur là một loài bướm đêm trong họ Noctuidae.